# Valerianella echinata
Valerianella echinata là một loài thực vật có hoa trong họ Kim ngân. Loài này được (L.) DC. miêu tả khoa học đầu tiên năm 1805.